# Konviktorium

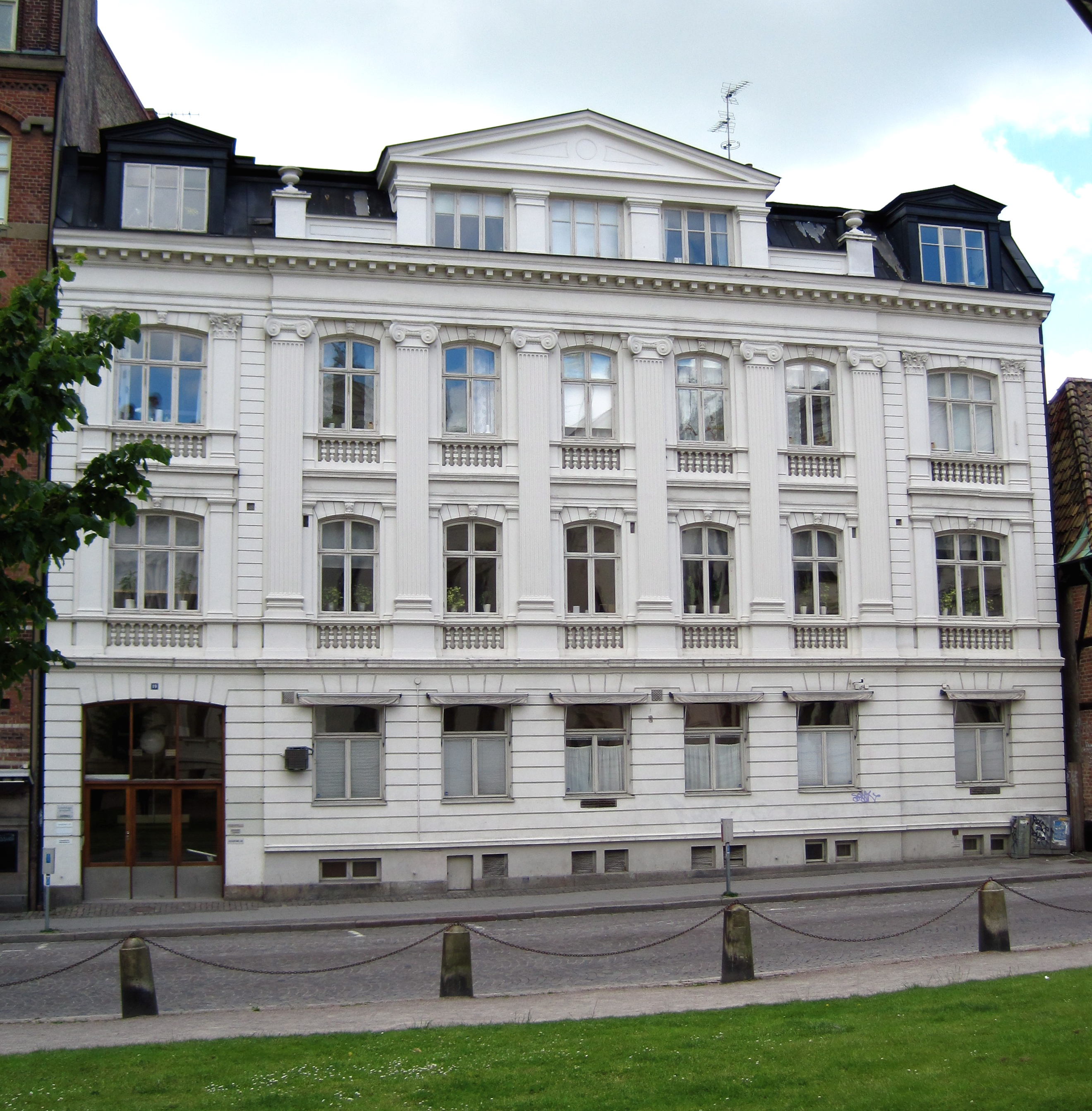
Den byggnad på Kyrkogatan 19 i Lund vilken 1919-1965 inrymde Lunds studentkårs konviktorium. Byggnaden, uppförd 1876, hade dessförinnan fungerat som såväl hotell ("Hotell Göthe") som privatbostäder.

Konviktorium, av medeltidslatin convictor 'bordskamrat', av convivo 'leva tillsammans' eller 'inta måltider tillsammans', är ett studenthem eller matservering för studenter.
Konviktorium eller konvikt har i Sverige varit namn på matserveringar för studenter, bland annat i Lund. I andra kulturer har konviktorium varit namn på en typ av internatskola.